# Thymus bihoriensis
Thymus bihoriensis — вид рослин родини глухокропивові (Lamiaceae), ендемік Румунії.

## Поширення
Ендемік Румунії.
Вид є вразливим, занесеним до червоної книги Румунії.